# Neot Kedumim

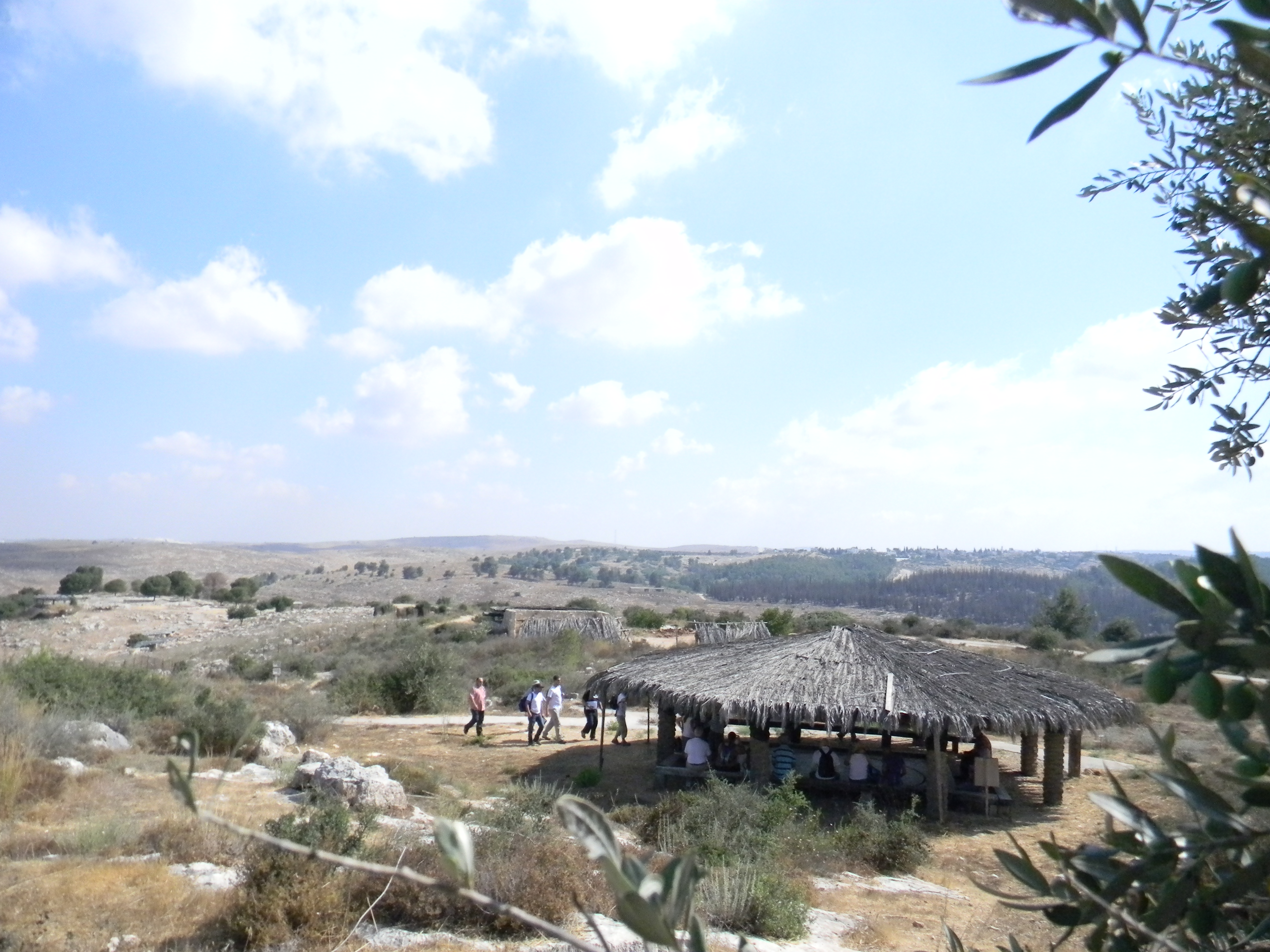

Neot Kedumim - A Reserva Paisagística bíblica em Israel (נאות קדומים) é um jardim bíblico e reserva natural localizada perto de Modi'in, a meio caminho entre Jerusalém e Tel Aviv, Israel.
Neot Kedumim é uma tentativa de recriar o ambiente físico da Bíblia. A ideia de um jardim Plantio Tais remonta a 1925. Em 1964, terra foi alocada para o projeto com a ajuda do então primeiro-ministro David Ben-Gurion.
Neot Kedumim compreende uma série de paisagens naturais e agrícolas, entre elas a Floresta de Leite e Mel, o Vale do Cântico dos Cânticos, as Vinícolas de Isaías e os campos das sete espécies. Placas são dispostas por todo o jardim citando os textos judeus relevantes em hebreu e inglês
O local oferece passeios pré-agendados mas também é acessível para pessoas que podem andar livremente com mapas fornecidos pelo parque.